# Megra (tributario del Mar Bianco)
La Megra (in russo Мегра?) è un fiume della Russia europea settentrionale (oblast' di Arcangelo), tributario del mar Bianco.
Nasce e scorre nella regione dell'altopiano del Mar Bianco e del Kuloj. Fluisce con direzione mediamente nordoccidentale, attraversando la parte occidentale dell'altopiano, senza incontrare alcun centro urbano di rilievo; sfocia nella parte settentrionale del mar Bianco. I maggiori affluente della Megra sono la Verchotina e la Čërnaja, provenienti dalla sinistra idrografica.
Le acque del fiume sono gelate in superficie per lunghi periodi ogni anno, dall'autunno alla tarda primavera.